# Skylon

«Скайлон»

Схема космольота «Скайлон»

Скайлон («Skylon») — назва проєкту компанії Reaction Engines Limited, згідно з яким у майбутньому може бути створено безпілотний космоліт багаторазового використання, який, як передбачається його розробниками, зробить можливим недорогий і надійний доступ в космос. Попередня експертиза цього проєкту визнала, що технічних і конструктивних помилок в ньому немає. За оцінками, Скайлон знизить вартість виведення вантажів у 15-50 раз. Зараз компанія займається пошуком фінансування.
Згідно з проєктом «Скайлон» буде здатний доставити в космос приблизно 12 тонн вантажу (для низької екваторіальної орбіти)
Скайлон буде здатний підніматися в повітря як звичайний літак і, досягнувши гіперзвукової швидкості 5,5 М і висоти 26 кілометрів, переходити на кисень із власних баків, щоб вийти на орбіту. Сідати він буде теж як літак. Таким чином, британський космоліт не тільки повинен виходити в космос без застосування розгінних ступенів, зовнішніх прискорювачів або скидуваних паливних баків, але і здійснювати весь цей політ, використовуючи одні і ті ж двигуни (в кількості двох штук) на всіх етапах, починаючи з руління по аеродрому і закінчуючи орбітальним відрізком.
Ключовою частиною проєкту є унікальна силова установка — два багаторежимних турборакетних прямоточних двигуни (англ. hypersonic precooled hybrid synergistic air breathing rocket engine — SABRE — гіперзвуковий комбінований синергетичний повітряно-реактивний/ракетний двигун з попереднім охолодженням). Тобто, це турборакетні двигуни з додатковими прямоточними контурами. Принцип роботи двигунів наступний. В основні (ракетний) камери згоряння (їх по 4 в кожному двигуні) подаються паливо (рідкий водень) і окислювач — або атмосферне повітря, що нагнітається турбокомпресором і сильно охолоджується при проходженні через теплообмінник (повітряно-реактивний режим), або рідкий кисень з баків (ракетний режим). Турбокомпресор обертається газовою турбіною, на яку як робоче тіло подається нагрітий гелій, який отримує тепло від охолоджуваного в теплообміннику повітря і додатково розігрівається при охолодженні ним сопел. Потім гелій охолоджується частиною палива — рідким воднем (гелієвий цикл). Крім того, двигуни оснащені допоміжними прямоточними камерами згоряння, які підживлюються повітрям із зовнішніх обхідних каналів і використовуваними для спалювання надлишків водню, випаровуваного при охолодженні повітря, що не потрапило до теплообмінників двигунів під час їх роботи в повітряно-реактивному режимі. Таким чином, прямоточний контур створює деяку частину тяги, найбільш значну при низьких швидкостях польоту (на відміну від турбопрямоточних двигунів, де прямоточний контур тим ефективніший, чим більша швидкість польоту). Прямоточні камери згоряння розташовуються кільцеподібно навколо ракетних.
Незважаючи на те, що проєкту вже більше 10 років, досі не створено жодного повнорозмірного діючого зразка двигуна майбутнього апарата, і в даний час проєкт існує лише у вигляді концепції, так як розробники не змогли знайти фінансування, необхідного для початку стадії розробки і будівництва, у 1992 р. була визначена сума проєкту — близько 10 млрд доларів. За заявами розробників, Скайлон окупить витрати на своє виробництво, обслуговування і використання, і надалі зможе приносити прибуток.
17 липня 2013 року уряд Великої Британії оголосив[джерело?] про плани інвестувати в розвиток повітряно-реактивного ракетного двигуна ракетного двигуна SABRE 60 млн фунтів стерлінгів. Таким чином, найамбітніший і сміливий космічний проєкт останніх десятиліть отримав визнання і гроші на подальші роботи. Перші випробування двигунів SABRE заплановані на 2019 рік.
22 вересня 2016 року компанія Reaction Engines повідомила, що перейшла до остаточного етапу розробки повнофункціонального прототипу двигуна SABRE . Спочатку SABRE розроблявся як двигун для космольоту Skylon, однак пізніше розробкою зацікавилися британська оборонна корпорація BAE Systems і уряд Великої Британії, викупили частину акцій Reaction Engines, повідомляє портал aviationweek. Вже до кінця 2017 р. розробники планують створити перший повноцінний прототип SABRE. Працюючи в атмосферному режимі, він зможе розвивати швидкість до п'яти чисел Маха (понад 6000 км/год), після чого буде переходити в ракетний режим. Перший прототип буде мати розміри, схожі з габаритами двигуна F135, встановлюваного на винищувачі F-35 Lightning II (довжина — 5,6 м, діаметр — 1,2 м), і, працюючи в атмосферному режимі, зможе розвивати тягу до 196 кН (двигун F135 — 191 кН в режимі форсажу). При цьому планується, що повнорозмірний двигун зможе розвивати тягу до 667 кН. Створення повнорозмірного двигуна SABRE заплановано на 2020 рік.
.

## Передбачувані технічні дані
- Екіпаж: ні, дистанційне управління з землі
- Довжина: 82 м
- Розмах крила: 25 м
- Вага без вантажу: 41.000 кг
- Вага в навантаженому стані: ~275.000 кг